# Carosello Carosone n. 4
Carosello Carosone n. 4 è il quarto album di Renato Carosone e il suo Quartetto, pubblicato nell'ottobre del 1956.

## Tracce
Lato 1
1. Guaglione (testo: Nisa - musica: Fanciulli)
2. Rock'n roll (Freedman, Myers)
3. T'è piaciuta (Rendine)
4. In un mercato persiano (Ketèlbey)

Lato 2
1. O russo e 'a rossa (Carosone)
2. Boogie woogie italiano (Carosone)
3. T'aspetto 'e nove (testo: Carosone, Bonagura - musica: Carosone)
4. Vino, vino (testo: Pinchi - musica: North)

## Formazione
- Renato Carosone - pianoforte, voce in Guaglione e 'O russo e 'a rossa
- Alberto Pizzigoni - chitarra
- Claudio Bernardini - contrabbasso, voce in T'aspetto 'e nove
- Gegé Di Giacomo - batteria, voce in T'è piaciuta
- Piero Giorgetti - percussioni, voce in Rock'n roll